# Tajvan az 1992. évi nyári olimpiai játékokon
Tajvan a spanyolországi Barcelonában megrendezett 1992. évi nyári olimpiai játékok egyik részt vevő nemzete volt. Az országot az olimpián 7 sportágban 31 sportoló képviselte, akik összesen 1 érmet szereztek.

## Érmesek
| Érem  | Versenyző | Sportág  | Versenyszám |
| ----- | --- | -------- | ----------- |
| Ezüst | Nemzeti válogatott Csang Cseng-hszien (Chang Cheng-Hsien) Csang Ven-cung (Chang Wen-Chung) Csang Jao-teng (Chang Yaw-Teing) Csen Cse-hszin (Chen Chi-Hsin) Csen Vej-cseng (Chen Wei-Chen) Csiang Taj-csüan (Chiang Tai-Chuan) Huang Csung-ji (Huang Chung-Yi) Huang Ven-po (Huang Wen-Po) Csung Jü-cseng (Jong Yeu-Jeng) Ku Kuo-csien (Ku Kuo-Chian) Kuo-Li Csien-fu (Kuo Lee Chien-Fu) Liao Min-hsziung (Liao Ming-Hsiung) Lin Csao-huang (Lin Chao-Huang) Lin Kun-han (Lin Kun-Han) Luo Csen-zsung (Lo Chen-Jung) Luo Kuo-csang (Lo Kuo-Chong) Paj Kun-hung (Pai Kun-Hong) Caj Ming-hung (Tsai Ming-Hung) Vang Kuang-hszi (Wang Kuang-Shih) Vu Sze-cse (Wu Shi-Hsin) | Baseball | Férfi       |

## Atlétika
Női
| Versenyző                      | Versenyszám | Előfutam | Előfutam | Előfutam | Negyeddöntő | Negyeddöntő | Negyeddöntő | Elődöntő | Elődöntő | Elődöntő | Döntő   | Döntő    |
| Versenyző                      | Versenyszám | Idő      | Hely.    | Össz.    | Idő         | Hely.       | Össz.       | Idő      | Hely.    | Össz.    | Idő     | Helyezés |
| ------------------------------ | ----------- | -------- | -------- | -------- | ----------- | ----------- | ----------- | -------- | -------- | -------- | ------- | -------- |
| Vang Huj-csen (Wang Huei-Chen) | 100 m       | 11,43    | 3.       | 11.      | 11,57       | 5.          | 18.         | kiesett  | kiesett  | kiesett  | kiesett | kiesett  |
| Vang Huj-csen (Wang Huei-Chen) | 200 m       | 23,37    | 4.       | 18.      | 22,93       | 6.          | 15.         | kiesett  | kiesett  | kiesett  | kiesett | kiesett  |

| Versenyző                   | Versenyszám | 100 m gát | 100 m gát | Magasugrás | Magasugrás | Súlylökés | Súlylökés | 200 m | 200 m | Távolugrás               | Távolugrás               | Gerelyhajítás    | Gerelyhajítás    | 800 m            | 800 m            | Végeredmény   | Végeredmény   |
| Versenyző                   | Versenyszám | Idő       | Pont      | Eredmény   | Pont       | Eredmény  | Pont      | Idő   | Pont  | Eredmény                 | Pont                     | Eredmény         | Pont             | Idő              | Pont             | Pont          | Helyezés      |
| --------------------------- | ----------- | --------- | --------- | ---------- | ---------- | --------- | --------- | ----- | ----- | ------------------------ | ------------------------ | ---------------- | ---------------- | ---------------- | ---------------- | ------------- | ------------- |
| Ma Csün-ping (Ma Chun-Ping) | Hétpróba    | 14,52     | 906       | 176 cm     | 928        | 12,13 m   | 670       | 25,23 | 866   | érvényes kísérlet nélkül | érvényes kísérlet nélkül | nem állt rajthoz | nem állt rajthoz | nem állt rajthoz | nem állt rajthoz | nem ért célba | nem ért célba |

## Baseball
| Tajvani baseballcsapat-játékoskeret | Tajvani baseballcsapat-játékoskeret |
| --- | --- |
| - Csang Cseng-hszien (Chang Cheng-Hsien) - Csang Ven-cung (Chang Wen-Chung) - Csang Jao-teng (Chang Yaw-Teing) - Csen Cse-hszin (Chen Chi-Hsin) - Csen Vej-cseng (Chen Wei-Chen) - Csiang Taj-csüan (Chiang Tai-Chuan) - Huang Csung-ji (Huang Chung-Yi) - Huang Ven-po (Huang Wen-Po) - Csung Jü-cseng (Jong Yeu-Jeng) - Ku Kuo-csien (Ku Kuo-Chian) | - Kuo-Li Csien-fu (Kuo Lee Chien-Fu) - Liao Min-hsziung (Liao Ming-Hsiung) - Lin Csao-huang (Lin Chao-Huang) - Lin Kun-han (Lin Kun-Han) - Luo Csen-zsung (Lo Chen-Jung) - Luo Kuo-csang (Lo Kuo-Chong) - Paj Kun-hung (Pai Kun-Hong) - Caj Ming-hung (Tsai Ming-Hung) - Vang Kuang-hszi (Wang Kuang-Shih) - Vu Sze-cse (Wu Shi-Hsin) - Szövetségi kapitány: Lee Lai-Fa |

### Eredmények
Csoportkör
| Csapat                | M | Gy | V | P+ | P– | Pk  |
| --------------------- | - | -- | - | -- | -- | --- |
| Kuba                  | 7 | 7  | 0 | 78 | 14 | +64 |
| Japán                 | 7 | 5  | 2 | 60 | 15 | +45 |
| Tajvan                | 7 | 5  | 2 | 61 | 21 | +40 |
| Egyesült Államok      | 7 | 5  | 2 | 49 | 28 | +21 |
| Puerto Rico           | 7 | 2  | 5 | 22 | 48 | –26 |
| Dominikai Köztársaság | 7 | 2  | 5 | 23 | 60 | –37 |
| Olaszország           | 7 | 1  | 6 | 25 | 62 | –37 |
| Spanyolország         | 7 | 1  | 6 | 15 | 85 | –70 |

| 1992. július 26. |  | Tajvan (TPE) | 8 – 2 | Olaszország |  |  |
| 1992. július 26. |  |              |       |             |  |  |

| 1992. július 27. |  | Tajvan (TPE) | 9 – 10 | Egyesült Államok |  |  |
| 1992. július 27. |  |              |        |                  |  |  |

| 1992. július 28. |  | Tajvan (TPE) | 10 – 1 | Puerto Rico |  |  |
| 1992. július 28. |  |              |        |             |  |  |

| 1992. július 29. |  | Tajvan (TPE) | 20 – 0 | Spanyolország |  |  |
| 1992. július 29. |  |              |        |               |  |  |

| 1992. július 31. |  | Dominikai Köztársaság (DOM) | 0 – 11 | Tajvan |  |  |
| 1992. július 31. |  |                             |        |        |  |  |

| 1992. augusztus 1. |  | Japán (JPN) | 0 – 2 | Tajvan |  |  |
| 1992. augusztus 1. |  |             |       |        |  |  |

| 1992. augusztus 2. |  | Kuba (CUB) | 8 – 1 | Tajvan |  |  |
| 1992. augusztus 2. |  |            |       |        |  |  |

Elődöntő
| 1992. augusztus 4. |  | Japán (JPN) | 2 – 5 | Tajvan |  |  |
| 1992. augusztus 4. |  |             |       |        |  |  |

Döntő
| 1992. augusztus 5. |  | Tajvan (TPE) | 1 – 11 | Kuba |  |  |
| 1992. augusztus 5. |  |              |        |      |  |  |

| Csapat       | Helyezés |
| ------------ | -------- |
| Tajvan (TPE) |          |

## Cselgáncs
Női
| Versenyző                      | Versenyszám | Selejtező                       | Nyolcaddöntő      | Negyeddöntő       | Elődöntő          | Vigaszág nyolcaddöntő           | Vigaszág negyeddöntő | Vigaszág elődöntő | Bronz- mérkőzés   | Döntő             | Helyezés |
| Versenyző                      | Versenyszám | Ellenfél Eredmény               | Ellenfél Eredmény | Ellenfél Eredmény | Ellenfél Eredmény | Ellenfél Eredmény               | Ellenfél Eredmény    | Ellenfél Eredmény | Ellenfél Eredmény | Ellenfél Eredmény | Helyezés |
| ------------------------------ | ----------- | ------------------------------- | ----------------- | ----------------- | ----------------- | ------------------------------- | -------------------- | ----------------- | ----------------- | ----------------- | -------- |
| Huang Jü-hszin (Huang Yu-Shin) | Légsúly     | Kerstin Emich (GER) · 0000-0010 | kiesett           | kiesett           | kiesett           |                                 |                      |                   |                   |                   | 20.      |
| Vu Mej-ling (Wu Mei-Ling)      | Középsúly   | Odalis Revé (CUB) · 0000-1000   |                   |                   |                   | Grace Jividen (USA) · 0000-1000 | kiesett              | kiesett           | kiesett           |                   | 13.      |

## Íjászat
Női
| Versenyző                                                                  | Versenyszám | Selejtező | Selejtező | Selejtező | Selejtező | Selejtező | Selejtező | Selejtező | Selejtező | Selejtező | Selejtező | Kieséses szakasz                         | Kieséses szakasz | Kieséses szakasz                                   | Kieséses szakasz  | Kieséses szakasz  | Helyezés |
| Versenyző                                                                  | Versenyszám | 30 m      | 30 m      | 50 m      | 50 m      | 60 m      | 60 m      | 70 m      | 70 m      | Pont      | Hely.     | 32-es főtábla                            | Nyolcaddöntő | Negyeddöntő                                        | Elődöntő          | Döntő             | Helyezés |
| Versenyző                                                                  | Versenyszám | Pont      | Hely.     | Pont      | Hely.     | Pont      | Hely.     | Pont      | Hely.     | Pont      | Hely.     | Ellenfél Eredmény                        | Ellenfél Eredmény | Ellenfél Eredmény                                  | Ellenfél Eredmény | Ellenfél Eredmény | Helyezés |
| -------------------------------------------------------------------------- | ----------- | --------- | --------- | --------- | --------- | --------- | --------- | --------- | --------- | --------- | --------- | ---------------------------------------- | --- | -------------------------------------------------- | ----------------- | ----------------- | -------- |
| Laj Fang-mej (Lai Fang-Mei)                                                | Egyéni      | 345       | 14.       | 328       | 7.        | 330       | 16.       | 320       | 6.        | 1323      | 8.        | Christel Verstegen (NED) (25.) · 109-100 | Séverine Bonal (FRA) (9.) · 109-108                                                                                        | Cso Jundzsong (Cho Yun-Jeong) (KOR) (1.) · 100-105 | kiesett           | kiesett           | 7.       |
| Lin Ji-jing (Lin Yi-Yin)                                                   | Egyéni      | 345       | 14.       | 316       | 19.       | 331       | 10.       | 310       | 18.       | 1302      | 18.       | Maria Testa (ITA) (15.) · 106-100        | Kim Szunjong (KOR) (2.) · 104-114                                                                                          | kiesett                                            | kiesett           | kiesett           | 12.      |
| Liu Pi-jü (Liu Pi-Yu)                                                      | Egyéni      | 325       | 56.       | 301       | 44.       | 306       | 51.       | 290       | 42.       | 1222      | 51.       | kiesett                                  | kiesett | kiesett                                            | kiesett           | kiesett           | 51.      |
| Laj Fang-mej (Lai Fang-Mei) Lin Ji-jing (Lin Yi-Yin) Liu Pi-jü (Liu Pi-Yu) | Csapat      | 1015      | 11.       | 945       | 6.        | 967       | 6.        | 920       | 6.        | 3847      | 6.        |                                          | Észak-Korea (PRK) · Kim Dzsonghva (Kim Jong-Hwa) · Ri Mjonggum (Li Myong-Gum) · Sin Szonghi (Sin Song-Hui) (11.) · 231-234 | kiesett                                            | kiesett           | kiesett           | 11.      |

## Kerékpározás

### Országúti kerékpározás
Férfi
| Versenyző               | Versenyszám   | Idő           | Helyezés      |
| ----------------------- | ------------- | ------------- | ------------- |
| Veng Ju-ji (Weng Yu-Yi) | Mezőnyverseny | nem ért célba | nem ért célba |

### Pálya-kerékpározás
Üldözőversenyek
| Versenyző               | Versenyszám                | Selejtező | Selejtező | Negyeddöntő  | Negyeddöntő | Negyeddöntő | Elődöntő     | Elődöntő  | Elődöntő | Döntő        | Döntő     | Helyezés |
| Versenyző               | Versenyszám                | Idő       | Hely.     | Ellenfél Idő | Saját idő   | Hely.       | Ellenfél Idő | Saját idő | Hely.    | Ellenfél Idő | Saját idő | Helyezés |
| ----------------------- | -------------------------- | --------- | --------- | ------------ | ----------- | ----------- | ------------ | --------- | -------- | ------------ | --------- | -------- |
| Veng Ju-ji (Weng Yu-Yi) | Férfi egyéni üldözőverseny | 5:00,519  | 23.       | kiesett      | kiesett     | kiesett     | kiesett      | kiesett   | kiesett  | kiesett      | kiesett   | 23.      |

Pontversenyek
| Versenyző               | Versenyszám       | Selejtező | Selejtező | Selejtező | Selejtező | Döntő     | Döntő   | Helyezés |
| Versenyző               | Versenyszám       | Csoport   | lekörözés | Pont      | Hely.     | lekörözés | Pont    | Helyezés |
| ----------------------- | ----------------- | --------- | --------- | --------- | --------- | --------- | ------- | -------- |
| Veng Ju-ji (Weng Yu-Yi) | Férfi pontverseny | A         | 2         | 10        | 15.       | kiesett   | kiesett | kiesett  |

## Sportlövészet
Férfi
| Versenyző                     | Versenyszám    | Selejtező | Selejtező | Döntő   | Döntő    |
| Versenyző                     | Versenyszám    | Pont      | Helyezés  | Pont    | Helyezés |
| ----------------------------- | -------------- | --------- | --------- | ------- | -------- |
| Tu Taj-hszing (Tu Tsai-Hsing) | Légpisztoly    | 569       | 39.**     | kiesett | kiesett  |
| Tu Taj-hszing (Tu Tsai-Hsing) | Szabadpisztoly | 558       | 11.***    | kiesett | kiesett  |

Női
| Versenyző                         | Versenyszám | Selejtező | Selejtező | Döntő   | Döntő    |
| Versenyző                         | Versenyszám | Pont      | Helyezés  | Pont    | Helyezés |
| --------------------------------- | ----------- | --------- | --------- | ------- | -------- |
| Csen Hszüe-hszia (Chen Sheu-Shya) | Légpisztoly | 373       | 35.*      | kiesett | kiesett  |

* - egy másik versenyzővel azonos eredményt ért el

** - két másik versenyzővel azonos eredményt ért el

*** - három másik versenyzővel azonos eredményt ért el

## Súlyemelés
| Versenyző                | Versenyszám | Szakítás | Szakítás | Lökés    | Lökés    | Összesen | Helyezés |
| Versenyző                | Versenyszám | Eredmény | Helyezés | Eredmény | Helyezés | Összesen | Helyezés |
| ------------------------ | ----------- | -------- | -------- | -------- | -------- | -------- | -------- |
| Lin Ce-jao (Lin Tzu-Yao) | 56 kg       | 110,0    | 12.      | 125,0    | 18.      | 235,0    | 16.      |